# Callitrichia incerta
Callitrichia incerta är en spindelart som beskrevs av Miller 1970. Callitrichia incerta ingår i släktet Callitrichia och familjen täckvävarspindlar.
Artens utbredningsområde är Angola. Inga underarter finns listade.